# Manuel Pinho

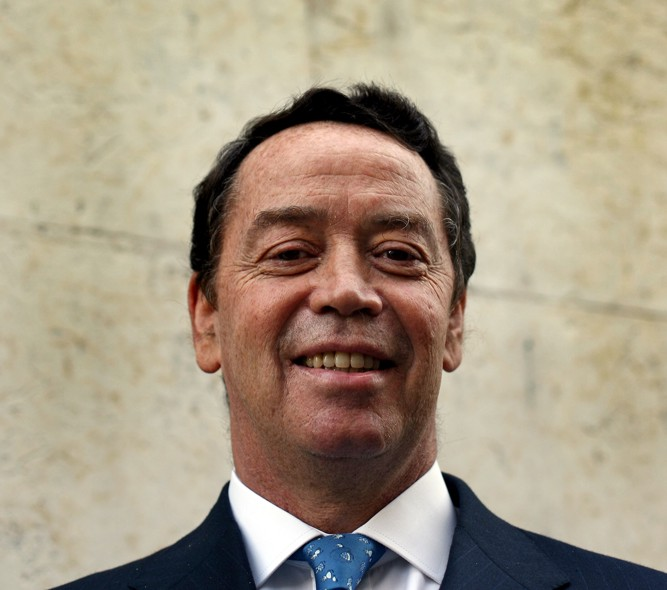
Manuel Pinho

Manuel António Gomes de Almeida de Pinho (* 28. Oktober 1954 in Lissabon) ist ein portugiesischer Wirtschaftswissenschaftler und Politiker. Von 2005 bis 2009 stand er dem Wirtschaftsministerium Portugals vor.

## Leben
Manuel Pinho studierte Wirtschaftswissenschaften und schloss sein Studium 1976 am Höheren Institut für Wirtschaft und Verwaltung (Instituto Superior de Economia e Gestão) der Technischen Universität Lissabon mit der Lizenziatur (Licenciatura) ab. 1983 wurde er an der Pariser Universität in Nanterre (X. Universität) ebenfalls in Wirtschaftswissenschaften promoviert.
Von 1982 bis 1984 unterrichtete Pinho sowohl an der Katholischen Universität in Lissabon als auch an seiner ehemaligen Lernstätte, dem Wirtschaftsinstitut. Nach seiner Promotion wechselte er zum Internationalen Währungsfonds nach Washington D.C., wo er bis 1987 verblieb. Von 1992 bis 1994 übernahm Pinho verschiedene Aufgaben. Unter anderem war er im Vorsitzender des Aufsichtsrats der Caixa Geral de Depósitos tätig, Verwalter bei der Europäischen Investitionsbank und Vorsitzender der staatlichen Finanzdirektion (Direcção-Geral do Tesouro e Finanças). Von 1994 bis 2005 war er in verschiedenen Bereichen der portugiesischen Großbank Banco Espírito Santo (BES) tätig, unter anderem in den Tochterfirmen BES Finance, BES Overseas und BES Investimento.
Seitdem José Sócrates als Generalsekretär die Sozialistische Partei leitet, ist Pinho als Pressesprecher für Wirtschaftsangelegenheiten innerhalb der Partei tätig. Nach den vorgezogenen Parlamentswahlen im Februar 2005, bei denen die Portugiesischen Sozialisten erstmals eine absolute Mehrheit errangen, berief der designierte Premierminister José Sócrates Manuel Pinho als neuen Minister für Wirtschaft und Innovation. Seine Hauptaufgabe besteht darin die portugiesische Wirtschaft, die durch steten Arbeitsplatzabbau und -verlagerung ins Ausland schwer getroffen ist, zu sanieren.
Er löste mit der Behauptung, dass die portugiesischen Gewerkschaften eine Macht des Rückschritts im Lande seien, große Diskussionen aus. Auch sein offensives Werben bei ausländischen Investoren, bei denen er die niedrigen Lohnkosten als Hauptargument anführt, werden kritisiert.
Am 2. Juli 2009 musste Pinho als Wirtschaftsminister zurücktreten, nachdem es im Parlament zum Eklat kam. Er hatte mit über dem Kopf erhobenen Zeigefinger gegenüber einem kommunistischen Abgeordneten angedeutet, dass dessen Frau fremdgehen würde. Finanzminister Fernando Teixeira übernahm daraufhin auch das Wirtschaftsressort.